# Оливейра, Антониу
Анто́ниу Луи́ш А́лвиш Рибе́йру Оливе́йра (порт. António Luís Alves Ribeiro Oliveira; род. 10 июня 1952, Пенафиел, Дору-Литорал) — португальский полузащитник и футбольный тренер.
Как игрок выступал за два клуба большой португальской тройки: «Порту» и лиссабонский «Спортинг», сыграв в сумме за эти два клуба 277 игр в португальской лиге и забив 87 голов. Сыграл 24 матча за сборную Португалии и забил 7 голов. Как тренер сборной участвовал в чемпионате Европы 1996 года и чемпионате мира 2002 года.
Антониу Оливейра входит в список 100 лучших тренеров XX века по версии Международной федерации футбольной истории и статистики.

## Карьера игрока
В возрасте 18 лет Антониу дебютировал в первом дивизионе Португалии в составе «Порту». В первом сезоне он сыграл всего один матч. Первые голы Оливейра забил в сезоне 1972/73.
В сезоне 1977/78 стал чемпионом Португалии в составе Порту. Оливейра сыграл во всех 30 матчах чемпионата, забил 19 голов и был признан лучшим игроком года в Португалии. Летом 1979 года Антониу Оливейра перешёл в испанский «Бетис», где сыграл 10 матчей и забил один гол, но уже в следующее трансферное окно, зимой 1980 года, вернулся в «Порту».
Летом 1980 года из-за конфликтов в клубе, Антониу Оливейра перешёл в клуб своего родного города — «Пенафиел». За сезон он сыграл 22 матча в
Первом дивизионе, забил 10 голов и во второй раз был признан футболистом года в Португалии. В «Пенафиеле» Оливейра также исполнял обязанности играющего тренера.
По окончании сезона, Антониу подписал контракт со «Спортингом (Лиссабон)». В первом сезоне за «львов» он сыграл в 24 играх чемпионата, забил 12 голов и помог «Спортингу» сделать дубль: выиграть чемпионат и кубок Португалии. Также в 1982 году Антонью Оливейру в третий раз стал футболистом года в Португалии.
В 1985 году Антониу Оливейра перешёл в «Маритиму», где также выполнял роль играющего тренера. За сезон он сыграл 7 матчей в чемпионате, а по окончании чемпионата завершил свою карьеру игрока.
В сборную Португалии Оливейра стал вызываться с 1974 года. Первый гол за сборную он забил 15 апреля 1981 года в товарищеском матче против сборной Болгарии. Всего за сборную он провёл 24 матча и забил 7 голов.

## Карьера тренера
Тренерскую карьеру Антониу Оливейра начал будучи футболистом «Пенафиела». В 1987 году после окончания футбольной карьеры он стал работать в «Витории» (Гимарайнш), где провёл 17 матчей в качестве главного тренера. А до окончания сезона на 13 матчей Оливейра стал главным тренером Академики (Коимбра). Полный сезон в качестве главного тренера Антонью провёл в 1991/92 годах в составе Жил Висенте. Клуб по окончании сезона занял 13 место в лиге. В течение следующего сезона Антонью Оливейра стал главным тренером Браги, где провёл и следующий сезон.
В 1994 году Оливейру стал главным тренером сборной Португалии. Дебют в главной команде страны на посту тренера произошёл 1 сентября 1994 года в Белфасте в отборочном матче чемпионата Европы по футболу 1996 года против сборной Северной Ирландии. Португальцы одержали победу со счётом 2:1. Под его руководством сборная Португалии проиграла в отборочном цикле только один матч и, заняв первое место в своей отборочной группе, вышла на Чемпионат Европы по футболу 1996 года. В финальном турнире португальцы заняли первое место в группе, но проиграли в 1/4 финала будущим финалистам турнира сборной Чехии со счётом 1:0.
В 1996 году после окончания чемпионата Европы Оливейра покинул сборную Португалии и стал тренировать Порту. Первые два матча Оливейру выиграл у «Бенфики» в матчах за суперкубок Португалии — 1:0 дома и 5:0 в гостях. Ответный матч завершился с разгромным счётом — 5:0, и является рекордной гостевой победой «Порту» над «Бенфикой». Вместе с «драконами» Оливейру дважды подряд выиграл чемпионат Португалии и завоевал кубок Португалии.
В 2000 году Антониу Оливейра вновь стал главным тренером сборной Португалии. В отборочном цикле чемпионат мира 2002 года португальцы выиграли 7 матчей и 3 раза сыграли вничью. Заняв первое место в группе, сборная Португалии в третий раз пробилась на чемпионат мира по футболу. В финальном турнире сборная Португалии проиграла два матча сборной США — 2:3 и сборной Республики Корея — 0:1 и вылетела из турнира после групповой стадии.
Контракт с Оливейра действовал до 2004 года, однако Федерация футбола Португалии разорвала его сразу после чемпионата мира 2002 года, выплатив тренеру отступные в размере 400 тысяч евро.
В начале сезона 2003/04 Антониу Оливейра был избран президентом футбольного клуба «Пенафиел» для выполнения задачи выхода клуба в Суперлигу. По итогам сезона задача была выполнена, но из-за раскола в клубе Оливейра покинул свой пост.

## Достижения

### Игрок

#### Командные
- Чемпион Португалии (3): 1977/78, 1978/79, 1981/82
- Обладатель кубка Португалии (2): 1976/77, 1981/82
- Обладатель Суперкубка Португалии: 1982

#### Индивидуальные
- Футболист года в Португалии (3): 1978, 1981, 1982

### Тренер
- Чемпион Португалии (2): 1996/97, 1997/98
- Обладатель кубка Португалии: 1997/98
- Обладатель суперкубка Португалии: 1996

## Статистика выступлений

### Голы за сборную
| #   | Дата             | Место                | Противник | Голов | Результат | Соревнование                                         |
| --- | ---------------- | -------------------- | --------- | ----- | --------- | ---------------------------------------------------- |
| 01. | 15 апреля 1981   | Порту, Португалия    | Болгария  | 1     | 1:1       | Товарищеский матч                                    |
| 02. | 16 декабря 1981  | Хасково, Болгария    | Болгария  | 2     | 2:5       | Товарищеский матч                                    |
| 03. | 20 января 1982   | Афины, Греция        | Греция    | 2     | 2:1       | Товарищеский матч                                    |
| 04. | 22 сентября 1982 | Хельсинки, Финляндия | Финляндия | 1     | 2:0       | Чемпионат Европы по футболу 1984 (отборочный турнир) |
| 05. | 21 сентября 1983 | Лиссабон, Португалия | Финляндия | 1     | 5:0       | Чемпионат Европы по футболу 1984 (отборочный турнир) |

Итого: 7 голов; 3 победы, 1 ничья, 1 поражение.

Источник: rsssf.com Архивная копия от 15 февраля 2009 на Wayback Machine